# Hisao Kami
Hisao Kami (上 久雄 Kami Hisao?,  nacido el 28 de junio de 1941 en Hiroshima, Hiroshima, Imperio del Japón) es un exfutbolista japonés que se desempeñaba como defensa.
Kami jugó 15 veces para la selección de fútbol de Japón entre 1964 y 1968. Fue elegido para integrar la selección nacional de Japón para los Juegos Olímpicos de Verano de 1964.

## Trayectoria

### Clubes
| Club         | País  | Año         |
| ------------ | ----- | ----------- |
| Nippon Steel | Japón | 1960 - 1972 |

### Selección nacional
| Selección | País  | Año         |
| --------- | ----- | ----------- |
| Absoluta  | Japón | 1964 - 1968 |

## Estadística de equipo nacional
| Selección de Japón | Selección de Japón | Selección de Japón |
| Año                | Part.              | Goles              |
| ------------------ | ------------------ | ------------------ |
| 1964               | 1                  | 0                  |
| 1965               | 3                  | 0                  |
| 1966               | 5                  | 0                  |
| 1967               | 4                  | 0                  |
| 1968               | 2                  | 0                  |
| Total              | 15                 | 0                  |

## Palmarés

### Distinciones individuales
| Distinción                  | Año  |
| --------------------------- | ---- |
| Japan Soccer League Best XI | 1966 |
| Japan Soccer League Best XI | 1967 |